# The Used

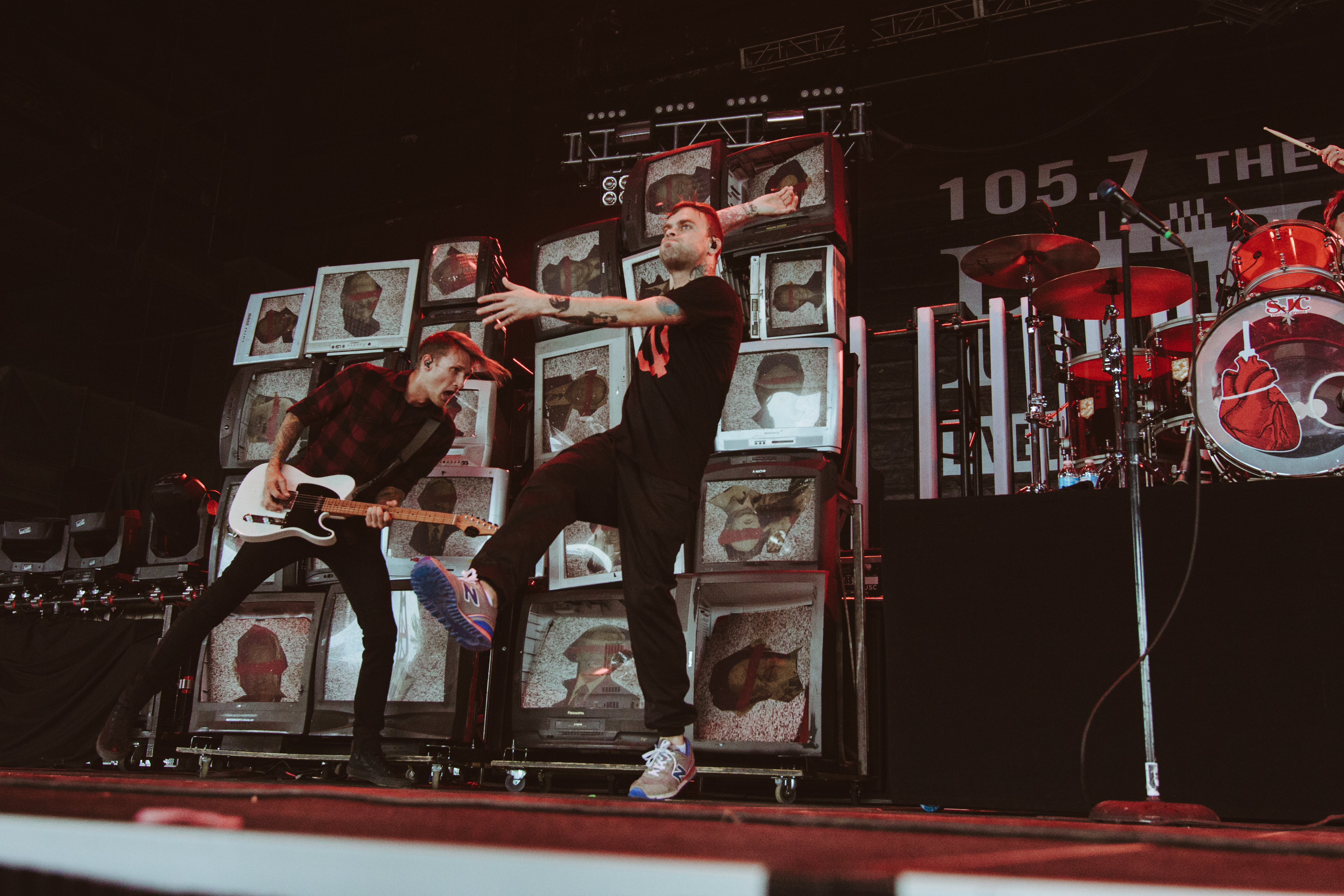
Justin Shekoski & Bert McCracken 2015

The Used – amerykańska grupa rockowa z Orem w Utah, utworzona w styczniu 2001. Grupa składa się z wokalisty Berta McCrackena, basisty Jepha Howarda, perkusisty Dana Whitesidesa i gitarzysty Joeya Bradforda.
Grupa podpisała kontrakt z Reprise Records i stała się sławna w czerwcu 2002 po wydaniu ich pierwszego albumu noszącego taką samą nazwę jak zespół. Kontynuowali z ich drugim albumem, In Love and Death we wrześniu 2004 i trzecim, Lies for the Liars w maju 2007. Kolejny krążek, Shallow Believer, został wydany w lutym 2008. Ich czwarty studyjny album, Artwork, miał swoją premierę w sierpniu 2009. Piąty, pod nazwą Vulnerable w marcu 2012 przez niezależną wytwórnię Hopeless Records. W 2013 wydali album: The Ocean of the Sky, a szósty, Imaginary Enemy w kwietniu 2014. Siódmy album, The Canyon, został wydany w październiku 2017. Ósmy natomiast w kwietniu 2020 pod nazwą Heartwork.
Odnieśli wiele sukcesów dzięki swoim albumom osiągając status złota i platyny w wielu krajach na całym świecie.

## Skład
- Bert McCracken – główny wokal, pianino (2001–obecnie)
- Jeph Howard – bass, wokal (2001–obecnie)
- Dan Whitesides – perkusja, wokal (2006–obecnie)
- Joey Bradford – gitara, wokal (2018–obecnie)

## Dyskografia

### Albumy
- The Used (2002)
- In Love and Death (2004)
- Lies for the Liars (2007)
- Artwork (2009)
- Vulnerable (2012)
- Imaginary Enemy (2014)
- The Canyon (2017)
- Heartwork (2020)
- Toxic Positivity (2023)
- Medz (2024)

### Inne wydawnictwa
- Demos from the basement (2001)
- Maybe Memories (CD/DVD) (2003)
- Berth (album live) (2007)
- Shallow Believer (2008)

## Styl Muzyczny
The Used został określony jako muzyka emo, post-hardcore, punk rock, screamo, alternative rock, hard rock oraz heavy metal. Basista Jeph Howard powiedział: "Nie określamy się jako 'emo' czy 'screamo' i nigdy tego nie robiliśmy. Jesteśmy grupą rockową, od zawsze."
Dla almbumu Artwork, Bert określił ich styl jako "gross pop". Ich piąty album McCracken stwierdził, że jest tam dużo wpływu z hip-hopu, bity, perkusja i bas, ale to cały czas The Used z wieloma lekkimi i ciężkimi, brutalnymi, ostrymi, jasnymi dźwiękami a ich tempo waha się od bardzo wolnego to super szybkiego i ciężkiego.

## Historia

### Formacja i wczesne dni (2001)
The Used powstał w styczniu 2001 roku w składzie z Brandenem Steineckertem, Quinnem Allmanem, Jephem Howardem i Bertem McCrackenem. Zanim McCracken dołączył do zespołu, mieli tylko przygotowaną muzykę, ale nie teksty i potrzebowali wokalisty. Przeprowadzili przesłuchania w mieszkaniu Howarda, ale zespół nie był zadowolony z żadnego z wokalistów, określając je jako „okropne”. Allman następnie zapytał Berta McCrackena czy jest zainteresowany dołączeniem do zespołu. McCracken był pod wrażeniem materiału, który stworzył zespół. Po otrzymaniu muzyki napisanej przez zespół, McCracken napisał tekst piosenki „Maybe Memories” i wrócił następnego dnia, aby nagrać wersję demo utworu. McCracken został wtedyoficjalnie wokalistą zespołu. Przez cały czas członkowie zespołu cierpieli z powodu ubóstwa, bezdomności i nadużywania środków odurzających. Członkowie zdecydowali się na nazwę „Used” po tym jak przyjaciele twierdzili, że czuli się „używani”, gdy kontakt z członkami zespołu zanikał, gdy stali się bardziej zaangażowani w projekt. Założycielowi bardzo spodobał się sposób, w jaki McCracken mógł krzyczeć, a gdy tylko go przesłuchał, McCracken nagrywał piosenki w swojej szafie.
Kontynuowali wspólne pisanie piosenek i nagrali płytę demo w sypialni perkusisty, Steineckerta zatytułowaną "Demos from the Basement". Steineckert wysłał swoje piosenki do producenta, Johna Feldmanna z grupy ska Goldfinger. Usłyszawszy piosenkę „A Box Full of Sharp Objects” Feldman poleciał do Los Angeles na własną rękę i pomógł im znaleźć wytwórnię. Grali dla różnych producentów, ale nie cieszyli się dużym zainteresowaniem. W końcu, po wysłaniu kopii swojego dema do wielu firm fonograficznych, zaczęli otrzymywać oferty. Postanowili podpisać umowę z Reprise Records w pierwszym tygodniu stycznia 2002 r., który był zaledwie rok po utworzeniu zespołu.

### The Used,Maybe Memories iIn Love and Death(2002–2005)
W 2002 r. odkryto, że bostoński zespół miał już znak towarowy „Used”. Zespół postanowił dodać „The” do swojej nazwy, stając się w ten sposób „The Used”. Ich debiutancki album wyprodukowany przez Johna Feldmanna, został wydany 25 czerwca 2002 rokui zyskał uznanie krytyków. Na albumie znalazły się single: „The Taste of Ink”, „Buried Myself Alive” oraz „Blue and Yellow” i wszystkie trzy znalazły się na listach przebojów, a album uzyskał certyfikat platyny. Zagrali Warped Tour, Ozzfest i Projekt Revolution, a także pierwszą i jedyną trasę koncertową Box Car Racer. Podczas tych tras zatrudniali gitarzystę koncertowego Grega Bestera, który później został zmuszony do powrotu do ojczyzny gdy otrzymał wizy pracującej. Zespół zyskał duże uznanie, gdy Bert McCracken umawiał się z Kelly Osbourne i pojawił się w odcinku programu telewizyjnego The Osbournes zatytułowanego „Beauty and the Bert”. W lipcu 2003 roku wydali pakiet CD/DVD zatytułowany Maybe Memories. Na płycie CD znajdują się żywe, rzadkie, wcześniej niepublikowane utwory i materiał demonstracyjny, a na DVD - historia zespołu, biografia członków i część koncertu na żywo. Maybe Memories uzyskało certyfikat platyny.
W 2004 r. była dziewczyna wokalisty zmarła z powodu przedawkowania narkotyków będąc w ciąży. Ich drugi album studyjny został więc nazwany In Love and Death, wydany jako odniesienie do tragedii McCrackena, z którą zmagał się podczas nagrywania. Piosenka „Hard to Say” była odniesieniem do byłej dziewczyny McCrackena; chociaż piosenka została napisana wiele lat wcześniej, jej poświęcenie dopiero wtedy ogłoszono. In Love and Death otrzymało bardzo pozytywne recenzje z trzema singlami: „Take It Away”, „All That I Got” (która przyniosła im pierwszą nominację do nagrody MuchMusic Video Award) oraz „I Caught Fire”. „Under Pressure” (utwór coverowy Queen i Davida Bowie z My Chemical Romance) został wyróżniony jako utwór dodatkowy w późniejszych nakładach. Album uzyskał certyfikat platyny. Po zakończeniu międzynarodowej trasy albumu wzięli około ośmiu miesięcy przerwy zanim rozpoczęli pracę nad kolejnym albumem.

### Lies for the Liears (2006–2007)
12 września 2006 r. The Used ogłosił, że Steineckert nie jest już członkiem zespołu. Powiedzieli, że czują, że powinni iść bez niego i że istnieje konflikt osobowości między Steineckertem, a innym członkiem zespołu. Pod koniec 2006 roku ogłoszono, że perkusista Dan Whitesides z The New Transit Direction zastąpi Steineckerta. Od tego czasu Steineckert dołączył do Rancid.
6 lutego 2007 roku wydali album na żywo "Berth", który zawiera DVD z filmem z ich występu podczas trasy koncertowej Taste of Chaos 2005 w Vancouver oraz płytę CD z audio. DVD zawiera także biografię zespołu i cztery teledyski. Biografia przedstawia zespół po wydaniu Maybe Memories co doprowadziło do powstania In Love and Death. Sprzedaż "Bertha" poprowadziła ich do uzyskania certyfikatu złota. Większość wczesnej części 2007 roku spędzili na trasie Taste of Chaos przed wydaniem 22 maja 2007 roku trzeciego albumu, Lies for the Liars. Nagrywali na festiwalu Give It a Name. W czerwcu po raz pierwszy zagrali w MuchMusic Video Awards i otrzymali drugą nominację do nagrody Best International Group Video za teledysk „The Bird and the Worm”. Mieli zagrać na Warped Tour w czerwcu i lipcu, aby wesprzeć swój album, ale zostali zmuszeni do rezygnacji z powodu operacji strun głosowych McCrackena. Po tym, jak McCracken wyzdrowiał, zespół zagrał na festiwalach Reading i Leeds w sierpniu, a następnie koncertował w Stanach Zjednoczonych we wrześniu. Lies for the Liars znalazły się w pierwszej piątce w ponad siedmiu krajach i zawierały single: „The Bird and the Worm” i „Pretty Handsome Awkward”. Chociaż Whitesides został wybrany jako nowy perkusista, Dean Butterworth z Good Charlotte nagrał perkusję na album. Sześciomiesięczny proces nagrywania był najdłuższym jaki zespół kiedykolwiek podjął. Lies for the Liars generalnie otrzymały mieszane lecz pozytywne recenzje. Pierwotnie Lies for the Liars miał być podwójnym albumem. Nagrano dziewiętnaście piosenek, ale zamiast tego postanowiono zapisać je na przyszłe wydanie. Album otrzymał złoty certyfikat.

### Shallow BelieveriArtwork(2008–2009)
19 maja 2008 roku wydali Shallow Believer. Został wydany wyłącznie w cyfrowych sklepach muzycznych i znalazł się na miejscu 14. na liście 100 najlepszych albumów iTunes. Nad Artwork, czwartym albumem studyjnym pracowali przez cały rok 2008. Podczas pracy nad tym albumem zrobili sobie kilka przerw, aby objąć nagłówek inauguracyjnej trasy Get a Life Tour i Spare the Air Festival w Kalifornii. Album został wyprodukowany przez Panic! u Matta Squire'a, który jest pierwszym albumem studyjnym nie wyprodukowanym przez Johna Feldmanna. Był to także ich pierwszy studyjny album z perkusistą Whitesidesem. W Alternative Press McCracken stwierdził: „W przeszłości zawsze dodawaliśmy wrażliwości popowej do ciężkiego rocka, ale teraz będzie to o wiele bardziej kuszące i brutalne. Nasze piosenki są dziesięć razy bardziej niechlujne i głośniejsze niżkiedykolwiek wcześniej”. McCracken wyjaśnił znaczenie tego albumu słowami: „Ta płyta ma na celu zmierzenie się z tym, jak bardzo siebie nienawidzisz i wiedząc, że nigdy nie możesz nienawidzić siebie w pełnym zakresie, więc możesz nienawidzić siebie tak bardzo, jak chcesz". McCracken powiedział dalej: „Nie byliśmy tak podekscytowani albumem od czasu, gdy zatytułowaliśmy się w 2002 roku”. Był to ich pierwszy album wydany w sklepach. Okładkowa wersja „Burning Down the House” Talking Heads została wydana na albumie Covered, A Revolution in Sound, a także w Transformers: Revenge of the Fallen - The Album. Grali w The Bamboozle w maju 2009 roku. Singiel „Blood on My Hands” został wydany na iTunes w czerwcu i był dostępny przez jeden dzień na stronie internetowej zespołu. 21 lipca dostępne było zamówienie w przedsprzedaży. Artbooki stały się dostępne na całym świecie 31 sierpnia 2009 roku. Zespół zagrał główną trasę koncertową w USA w październiku i listopadzie 2009 roku z zespołami wspierającymi The Almost i Drive A, a kolejną na początku 2010 roku z Atreyu i Drive A. Później dołączyli do trasy koncertowej Three Days Grace w Kanadzie. Zespół zaprezentował teledysk do piosenki „Empty with You” 9 grudnia 2009 roku za pośrednictwem Twittera. W kwietniu 2010 r. Rozpoczęli kolejną trasę po USA wraz z Chiodos i New Medicine.

### Vulnerable(2010–2012)
W kwietniu 2010 r. odwołali nadchodzące międzynarodowe trasy koncertowe. Nagrywanie i oficjalne wydanie nowego albumu uległo znacznemu opóźnieniu po odejściu z Reprise Records po dziesięcioletniej współpracy. Według Howarda: „W pewnym sensie czekaliśmy na sprawdzenie czy zamierzamy nagrać ten utwór na Warner, czy nie. Musieliśmy poczekać i zobaczyć, co się stanie zanim zaczniemy nagrywać”. W 2011 roku po rozstaniu z Reprise Records założyli własną wytwórnię, która została nazwana „Dental Records” i planowali wydać na niej swój piąty album studyjny Vulnerable w lutym 2012 roku.
Do grudnia 2011 r. zmieniły się jednak plany wydania. Ich pierwszy wybór, „Dental Records”, był już zajęty, więc grupa szybko wymyśliła inną nazwę, Anger Music Group. Vulnerable został wydany 26 marca 2012 roku. Album wydał trzy single; „I Come Alive”, „Put Me Out” oraz „Hands and Faces”.
Aby wypromować Vulnerable, wybrali się na główną trasę koncertową po Ameryce Północnej w maju i czerwcu 2012 roku, a także występowali na głównej scenie Warped Tour 2012 w czerwcu i lipcu 2012 roku. W czerwcu 2012 roku zostali zmuszeni do odwołania wszystkich zaplanowanych tras koncertowych w Kanadzie z powodu kryminalnej przeszłości wokalisty. McCracken powiedział, że nie będzie mógł wjechać na terytorium kraju przez dziesięć lat z powodu pewnych „młodzieńczych, niegodziwych wykroczeń”.

### The Ocean of the SkyiImaginary Enemy(2013–2015)
Sub City (organizacja non-profit 501 (c) organizacji Hopeless Records) ogłosiło 9 listopada 2012 r., że przy wsparciu We Came As Romans, Crown the Empire i Mindflow będą kierować doroczną ogólnokrajową charytatywną trasą dookoła USA, prezentując jedne z najlepszych zespołów muzycznych, jednocześnie podnosząc fundusze i świadomość na potrzeby projektu It Gets Better oraz koncepcji, że wszyscy możemy przyczynić się do wywarcia pozytywnego wpływu. Piąty album studyjny zespołu został ponownie wydany jako dwupłytowy zestaw zatytułowany Vulnerable (II) 22 stycznia 2013 r. 11 marca 2013 r. Zespół wydał teledysk do singla „Hands and Faces”.
W czerwcu 2013 roku ogłosili The Ocean of the Sky, ukaże się w następnym miesiącu.
W połowie stycznia 2014 roku zespół ujawnił swój szósty album studyjny Imaginary Enemy. Został wydany 1 kwietnia 2014 roku przez wytwórnię GAS Union. Na album duży wpływ miała córka McCrackena.
Na początku lutego 2015 r. ogłoszono, że gitarzysta Quinn Allman rozstał się z zespołem na roczną przerwę. Gitarzysta Saosina, Justin Shekoski został jego zastępcą jako członek trasy koncertowej na kolejne trasy od lutego 2015 r. Koncertowali w Wielkiej Brytanii w lutym 2015 r. przy wsparciu Landscapes. 19 listopada 2015 r. ogłosili, że Allman polubownie rozstał się z zespołem na stałe, a następnie członek trasy koncertowej Shekoski został powitany jako jego stały zastępca. Jednakże Allman ujawnił później, że zamierzał wrócić do zespołu na rocznicową trasę koncertową, a jego odejście było jednostronną decyzją zespołu, o czym dowiedział się poprzez ogłoszenie tego na Facebooku przez zespół.

### 15-lecie działalności iThe Canyon(2016–2018)
Zespół wydał album koncertowy Live & Acoustic w Pałacu w kwietniu 2016 r. Został nagrany podczas koncertu 11 października 2015 r. w Pałacu w Los Angeles. To pierwsze wydanie bez gitarzysty Quinna Allmana, a po raz pierwszy z nowym gitarzystą Justinem Shekoskim. Cały 2016 rok spędzili na tournee po Europie, Ameryce Północnej i Australii, aby świętować 15-lecie swojej działalności. W każdym mieście zagrali 2 koncerty w ciągu 2 nocy, z albumem The Used pierwszej nocy oraz In Love and Death drugiej nocy. Ich siódmy album studyjny, The Canyon, został wydany 27 października 2017 r., a przed albumem ukazało się wideo do piosenki „Over and Over Again”.
W marcu 2018 roku usunęli Justina Shekoskiego z sekcji członków zespołu na Facebooku i zredagowali go ze swoich zdjęć promocyjnych. Pod koniec kwietnia 2018 r. Joey Bradford z zespołu „Hell or Highwater” pojawił się w filmach zespołu ćwiczącego na nadchodzące trasy koncertowe. W maju 2018 roku TMZ ujawniło, że wydano zakaz zbliżania się do Szekoskiego po tym jak rozstał się z zespołem. Szekoksi podobno zagroził, że powiesi podczas koncertu jako „odwet”, twierdząc, że zespół zrujnował mu życie i ukradł całą jego twórczość. W dniu 7 maja 2018 r. ogłosili, że Shekoski nie był już w zespole „z powodu różnic osobistych i artystycznych”. Zespół wyjaśnił, że zakaz zbliżania się był środkiem ostrożności, mającym na celu utrzymanie zespołu i ich fanów bezpiecznymi. Zespół odniósł się także do słów  Shekoskiego, mówiąc: „Nawet w najtrudniejszych czasach groźba samobójstwa nigdy nie powinna być lekceważona”. Zespół był również rozczarowany, że TMZ opublikował informacje i poprosił o prywatność w tej sprawie.

### Heartwork(2019–obecnie)
Wydali limitowaną edycję winylowej EP, Live z Maida Vale, na Record Store Day 2019. To pierwsze wydanie, w którym Joey Bradford gra na gitarze.
Po wydaniu podpisali kontrakt z nową wytwórnią muzyczną o nazwie Big Noise Music Group. Nagrywali pierwszą coroczną trasę Rockstar Disrupt, która miała wypełnić pustkę pozostawioną przez zmianę koncepcji Warped Tour. Zespół zaczął nagrywać album w czerwcu i zakończył nagrywanie po trasie koncertowej Disrupt Festival w listopadzie. Album został wyprodukowany przez Johna Feldmanna, który wyprodukował większość ich albumów studyjnych. Pierwszy singiel „Blow Me” razem z teledyskiem z nadchodzącego albumu został wydany 6 grudnia. Drugi singiel i wideo „Paradise Lost, a poem of John Milton” został wydany 7 lutego. Trzeci singiel i wideo „Cathedral Bell” został wydany 17 kwietnia. Album Heartwork został wydany 24 kwietnia 2020 r. Oprócz nowego albumu zespół planuje wydać kolejny album w ciągu roku, ponieważ podczas sesji nagrano około 27 utworów.